# Mündener Hornissenkasten

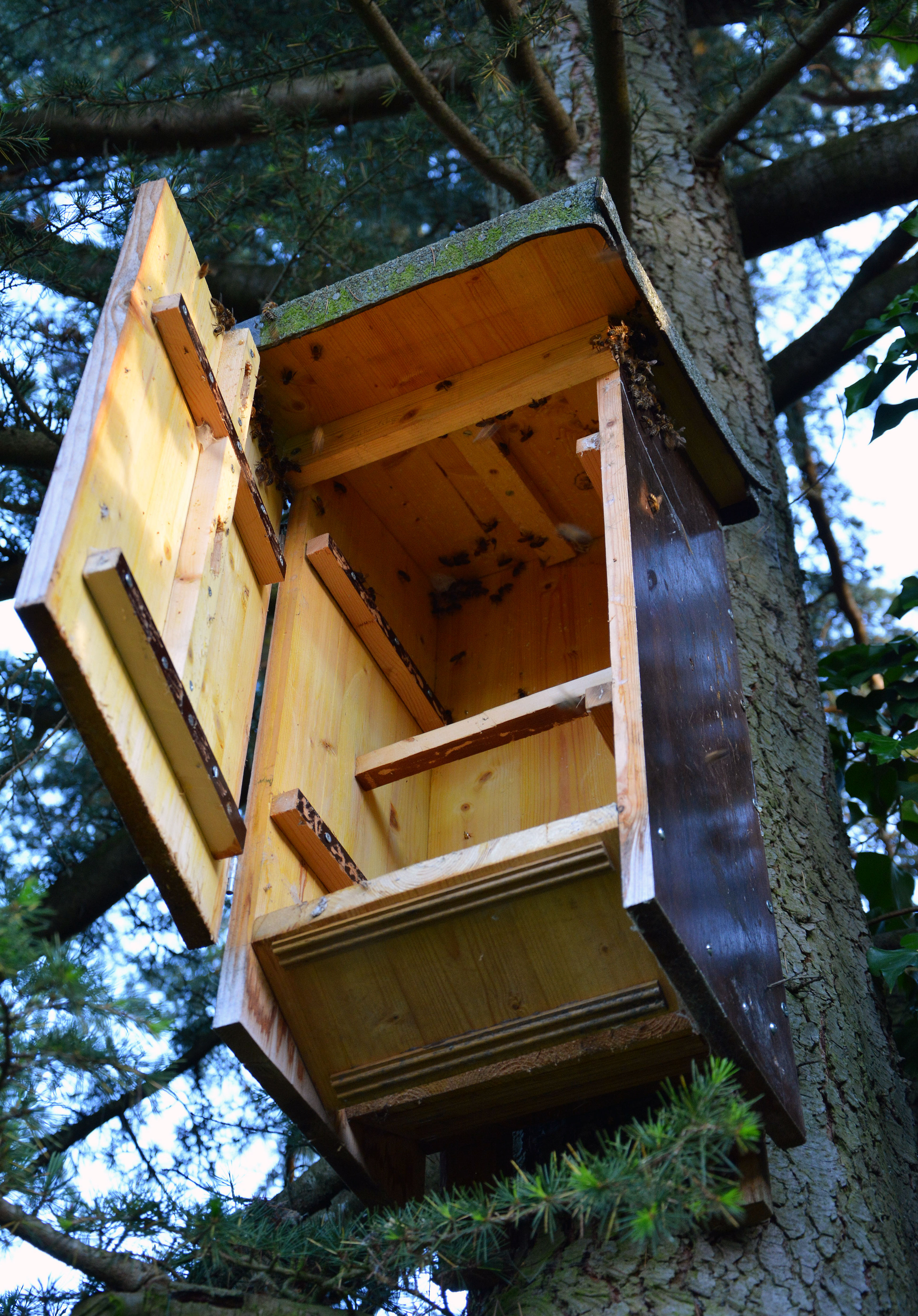
Mündener Hornissenkasten mit dem Überrest eines Bienenvolkes

Der Mündener Hornissenkasten dient zur erfolgreichen Ansiedlung und Versetzung von Hornissenvölkern. Diese spezielle Nisthilfe wurde entwickelt, um den Mangel an geeigneten Großhöhlen zu beheben. Er wurde in den 1980er Jahren von Waldschmidt und Hagen als Hummelkasten entwickelt und ist der bekannteste und vom Ergebnis her am besten besiedelte Nistkastentyp.
Aufgrund des zunehmenden Mangels an geeigneten natürlichen Nisthöhlen in alten Bäumen suchen Hornissen gerne Vogelnistkästen, Rollladenkästen, alte Scheunen, Dachböden, Schuppen, Hochsitze oder leerstehende Bienenstöcke für den Nestbau auf. Einige dieser Nistorte, wie beispielsweise Vogelnistkästen, sind für eine optimale Entwicklung des Volkes jedoch ungeeignet, andere – zum Beispiel Rollladenkästen – führen unter Umständen zu Interessenskonflikten zwischen dem Menschen und seinen „Untermietern“. Durch Anbringen spezieller Nistkästen in siedlungsfernen Naturzonen wird seit einiger Zeit in Deutschland versucht, das jeweilige Gebiet durch Schaffung künstlichen Nistraums für Hornissen attraktiver oder überhaupt besiedelbar zu machen.

## Beschreibung
Der Kasten wird meist aus ungehobelten Brettern von 2 cm Stärke aus Fichte oder Weymouthkiefer gefertigt und hat ein oder zwei runde Einfluglöcher von 2 cm Durchmesser – oftmals auch ein oder zwei senkrechte Einflugschlitze von 1,5 cm Breite und 8–12 cm Höhe, da diese teilweise besser angenommen werden. Die Maße des Kastens betragen zirka H 65 cm × B 25 cm × L 25 cm. Das Einflugloch bzw. der Einflugschlitz wird meist rundherum mit Aluminium- oder Zinkblech beschlagen, um Schutz vor Spechten zu gewährleisten.

## Aufhängung
Die Hornissenkästen können an Waldlichtungen, Waldrändern, in Gärten oder an Bauwerken angebracht werden. Der Kasten sollte in einer Höhe von vier Metern aufgehängt werden, um an öffentlichen Plätzen vor Störungen und Vandalismus geschützt zu sein. Das Einflugloch bzw. der Einflugschlitz sollte möglichst nach Osten ausgerichtet sein, um die Morgensonne einzufangen. Um einen offenen Anflug zu gewährleisten, sollte der Anflugraum frei von Ästen und Zweigen sein.

## Reinigung
Vor Beginn der neuen Saison, etwa bis zum 1. Mai, muss das alte Nest entfernt werden, da es sonst den Nistraum blockiert. Um anderen überwinternden Tieren (Kommensalen) eine ungestörte Winterruhe bzw. Entwicklung zu ermöglichen, sollte die Reinigung des Nistkastens jedoch nicht vor Ende April erfolgen. Hier ist der besonders spezialisierte, in den Abfällen der Hornissen lebende Hornissenkäfer zu erwähnen.

## Tipps zur Besiedlung
Es gibt Hinweise, dass Hornissenköniginnen von vorjährigen Hornissennestbestandteilen angezogen werden (Waben, Stücke der Nesthülle). So werden über Jahre hinweg wiederholt manche alte Niststandorte immer wieder besiedelt. Es gibt sogar Nestgründungen, bei denen die Nester an die alten Vorjahrsnester angebaut wurden. Wenn man diesen Effekt zur besseren Besiedlung des Hornissenkastens nutzen will, sollte man zwar im Frühjahr das alte Nest vom Vorjahr entfernen, den Kasten aber nicht zu gründlich reinigen. Durch das Einbringen alter Nestbestandteile in einem neu aufgehängten Kasten steigt die Möglichkeit, dass dieser angenommen wird und eine baldige Besiedlung stattfindet.